# 65ª Divisione fanteria "Granatieri di Savoia"
La Divisione fanteria "Granatieri di Savoia" è stata una grande unità del Regio Esercito durante la seconda guerra mondiale in Africa Orientale Italiana.

## Storia
La divisione si costituì il 12 ottobre 1936  a Littoria (l'odierna Latina), inquadrando la Brigata "Granatieri di Savoia", su 10º Reggimento granatieri ed 11º Reggimento granatieri, un Battaglione mitraglieri d'Africa ed il 60º Reggimento artiglieria "Granatieri di Savoia" (su due gruppi da 65/17); nel novembre dello stesso anno venne inviata in Africa Orientale Italiana, ad Addis Abeba. I reparti della divisione vennero impiegati in operazioni anti-guerriglia e di rastrellamento nello Scioa, nella regione del Nilo Azzurro, a Debra Sina, a Sendafè e ad Addis Alem. Il 23 agosto 1937 il I Battaglione del 10º Reggimento granatieri venne assegnato al Corpo di Spedizione Internazionale per il presidio delle legazioni internazionali a Shanghai durante la seconda guerra sino-giapponese e rientrò in patria il 28 dicembre 1938.

## Ordine di battaglia: 1940
- 10º Reggimento granatieri
  - I Battaglione granatieri
  - II Battaglione granatieri
  - Battaglione alpini "Uork Amba"
- 11º Reggimento granatieri
  - I Battaglione granatieri
  - II Battaglione granatieri
  - Battaglione bersaglieri d'Africa
- 11ª Legione CC.NN. d’Assalto dell’A.O.I. (I Btg. Arnaldo Mussolini e III Btg. Italo Balbo; Console Ugo Grèsele)
- 60º Reggimento artiglieria "Granatieri di Savoia"
  - I Gruppo artiglieria someggiata da 65/17 (12 pezzi)
  - II Gruppo artiglieria someggiata da 65/17 (12 pezzi)
- Gruppo squadroni "Cavalieri di Neghelli"
- Battaglione mitraglieri pesanti
  - quattro compagnie (9 armi cadauna)
- 1ª Compagnia genio d'Africa
- 2ª Compagnia genio d'Africa
- Sezione sanità
- Sezione sussistenza

## Comandanti
- Gen. B. Luigi Perego
- Gen. B. Enrico Armando (interim)
- Gen. B. Ettore Scala
- Gen. B. Antonio Calierno (interim)
- Gen. B. Amedeo Liberati

## Onorificenze
Alla bandiera di guerra dell'11º Reggimento "Granatieri di Savoia":